# Колна (приток Большого Черемшана)
Колна — река в России, протекает по Татарстану и Самарской области. Правый приток Большого Черемшана.

## География
Длина реки — 19 км, площадь водосборного бассейна — 79,8 км². Исток на юго-западе Лениногорского района Татарстана. От истока сразу попадает в Шенталинский район Самарской области, течёт на юго-запад через деревни Алтунино и Новый Кувак. Впадает в Большой Черемшан по правому берегу у деревни Ойкино Клявлинского района (307 км от устья).
Сток зарегулирован. Бассейн реки вытянутой формы, с лесными массивами по периметру.

## Данные водного реестра
По данным государственного водного реестра России относится к Нижневолжскому бассейновому округу, водохозяйственный участок реки — Большой Черемшан от истока и до устья, речной подбассейн реки — подбассейн отсутствует. Речной бассейн реки — Волга от верхнего Куйбышевского водохранилища до впадения в Каспий.
Код водного объекта в государственном водном реестре — 11010000412112100004742.